# Lycée Gustave-Flaubert (La Marsa)
Pour les articles homonymes, voir Lycée Gustave-Flaubert.
Le lycée Gustave-Flaubert est un lycée français à l'étranger géré par l'Agence pour l'enseignement français à l'étranger et situé à La Marsa (Tunisie), une ville située au nord-est de Tunis, à proximité de Gammarth, Carthage et Sidi Bou Saïd.
Il propose le baccalauréat français international section arabe, avec l'italien, l'arabe, l'allemand et l'espagnol en langue vivante 3, ainsi qu'une classe musée en sixième année, axée sur la découverte des fouilles archéologiques.

## Localisation
Localisé dans le quartier de Marsa Plage, il dispose d'une architecture aérée au milieu d'espaces boisés. Il dispose jusqu'en 2023 d'un internat mixte et héberge en ses murs l'école primaire Paul-Verlaine qui est une unité pédagogique séparée
En 2016, il est en rénovation et de réhabilitation tout en demeurant opérationnel ; cette rénovation sert aussi à construire un nouveau bâtiment. Ce dernier est inauguré en 2017 en présence de Christophe Bouchard (d), alors directeur de l'Agence pour l'enseignement français à l'étranger. Il compte six bâtiments : G (langues et arts plastiques), T (technologie, mathématiques et économie), S (langues et mathématiques), E (histoire-géographie, français, philosophie, etc.) et F (physique-chimie, sciences de la vie et de la Terre, éducation musicale, etc.). Il est aussi équipé de deux cafétérias, d'une cantine, d'un stade omnisports et d'une salle de cinéma.

## Histoire
C'est le 1er octobre 1948 que la Société du Collège Maurice-Cailloux est fondée par des agriculteurs et fonctionnaires français désireux de construire un collège privé et un internat pour leurs enfants. Il voit le jour grâce au don d'un terrain de la part de l'archevêché, à la participation des pères assomptionnistes et à un don de cinq millions de francs de la part de la veuve de Maurice Cailloux, ingénieur agronome qui a introduit la mécanisation du labourage et du battage en Tunisie en 1903.
Avec la collaboration du concepteur du parc du Belvédère, l’architecte choisi bâtit trois pavillons entourés d'espaces verts et de terrains de sport. L'ensemble prend le nom de Maurice Cailloux en 1952. Le 30 juin 1957, il est racheté par l'État français et sert d'annexe au lycée français de Carthage. Inauguré au terme de son agrandissement qui s'achève le 26 novembre 1959, il est remis à l'État tunisien deux ans plus tard et devient le lycée français de La Marsa ou lycée Cailloux. Le 27 mai 1998, il prend le nom officiel de Gustave Flaubert, 140 ans après le voyage de l'écrivain en Tunisie. En 2013, le président François Hollande, en visite officielle en Tunisie, se rend au lycée avec une importante délégation pour y rencontrer des jeunes du milieu associatif et des lycéens ayant obtenu la mention très bien.
En 2015, il obtient 98 % de résultats au baccalauréat français.

## Administration
Il s'agit d'un établissement scolaire français en gestion directe de l'Agence pour l'enseignement français à l'étranger. En 2015, Jean-Jacques Moiroud (d) assure la fonction de proviseur. L'établissement est ensuite dirigé de 2020 à 2023 par Daniel Raynal (d), mort le 19 mai 2024. Amand Riquier (d) lui succède à la rentrée 2023.

## Fréquentation
Il scolarise 1 571 élèves en 2015-2016 répartis sur 54 classes (28 au collège et 26 au lycée), allant de la sixième à la terminale. Il propose quatre filières générales du baccalauréat : S, L, ES et STMG.
Ce lycée accepte deux régimes : externes (élèves rentrant chez eux à 12 h et à la fin des cours vers 17 h) et demi-pensionnaires (qui ne peuvent rentrer qu'à la fin des cours dans l'après-midi).

## Activités
Le lycée est équipé de terrains de sport (handball, basket-ball, volley-ball et football), d'un bac de sable pour le triple saut, de trois terrains de volley-ball et d'un gymnase (gymnastique, boxe française, danse et acrosport).